# Dope (groupe)
Pour les articles homonymes, voir Dope.
Dope est un groupe de metal industriel américain, originaire de Villa Park, dans l'Illinois, puis basé à New York. Formé en 1997, le groupe rencontre un assez grand succès surtout à la fin des années 1990 et au début de 2000.

## Biographie

### Débuts (1997–1998)
Le groupe est formé par le compositeur et chanteur Edsel Dope en 1997. Enfant, Edsel et son frère, Simon Dope, se séparent à la suite du divorce de leurs parents. Une fois adultes, ils se réunissent et Simon se joint au groupe d'Edsel aux claviers, samples et percussions. Les deux recrutent ensuite le guitariste Tripp Eisen, Preston Nashà la batterie, et Acey Slade à la basse.
Contrairement aux célèbres groupes des années 1990, Dope reprend du heavy metal mêlé à du rock industriel popularisé au début de la décennie grâce notamment à Ministry et Skinny Puppy. À leurs débuts, les membres vendent de la drogue, et s'achètent des instruments grâce à leurs recettes.
Le groupe était autrefois en lien avec Marilyn Manson ; l'ancien batteur Ginger Fish était le colocataire d'Edsel Dope à Las Vegas au début des années 1990, avant qu'ils ne joignent leurs groupes respectifs. Aussi, le guitariste Zim Zum permettra au groupe d'« produit par Zim Zum » sur la couverture de leur disques promos afin de les faire signer à un label. Zum devait à l'origine produire leur premier album, mais était trop occupé à produire l'album Mechanical Animals. Edsel maintiendra de bonnes relations avec Daisy Berkowitz de Marilyn Manson.

### Felons and Revolutionaries(1999–2000)
Felons and Revolutionaries est écrit après leur performance à New York, et après plusieurs cassettes promos, le groupe signe au label Epic Records. Pour l'enregistrement de l'album, Sloane Jentry quitte le groupe et est remplacé par Tripp Eisen à la guitare, tandis qu'Acey Slade endosse la basse. L'album comprend quatorze chansons dont deux reprises que sont Fuck tha Police de N.W.A et You Spin Me Round (Like a Record) du groupe de new wave Dead or Alive, inclus dans la bande-son du film American Psycho. Debonaire est incluse dans Scream 3.
Dope tourne significativement, et prend part à des tournées nationales avec des groupes allant d'Alice Cooper à Kid Rock. Cette tournée dope les ventes de Felons and Revolutionaries selon le Nielsen SoundScan à plus de 250 000 exemplaires au total. Une vidéo de la chanson Sick est enregistrée. Le premier single publié par le groupe s'intitule Everything Sucks. Le second single, une reprise de You Spin Me Round, attire les regards sur le groupe ; il atteint la 37e place des Mainstream Rock Tracks.

### Life(2001–2002)
Après le succès de leur premier album, Dope décide d'enregistrer une suite intitulée Life. Le groupe effectue encore plusieurs changements de formation ; Tripp Eisen est renvoyé du groupe et se joint au groupe de metal industriel Static-X, et Virus, guitariste et producteur originaire de New York est recruté à la guitare en 2000. Acey Slade reprend la guitare et Sloane Jentry les rejoint à la basse. Preston Nash est remplacé à la batterie par Racci « Sketchy » Shay.
Les deux singles issus de Life ; Now or Never et Slipping Away atteignent les 28e et 29e places des Mainstream Rock, respectivement. Après la sortie de l'album, le groupe prévoit quelques dates de tournée nationale entre le 28 août et le 2 septembre 2001. En 2002, le groupe enregistre la chanson No Chance (In Hell) du directeur de la WWE Vince McMahon pour la sortie de WWF Forceable Entry. 
À cette période, Edsel Dope s'engage dans une rivalité publique avec Murderdolls, en particulier leur chanteur Wednesday 13. Le groupe faisait autrefois participer Racci Shay à la batterie ; et sous le nom de Murderdolls, il fait participer Tripp Eisen. Le guitariste de Dope, Acey Slade, quittera ensuite le groupe pour se joindre à Murderdolls en milieu 2002.

### Group TherapyetAmerican Apathy(2003–2007)
Déçu par la faible campagne publicitaire de leur label portée pour leur album, le groupe quitte Epic Records et se joint au label Artemis Records, un label indépendant new-yorkais. Virus devient le seul guitariste après le départ de Slade, et contribue significativement aux compositions. Le troisième album de Dope est intitulé Group Therapy. Une chanson de l'album, Today is the Day sert de chanson-thème officielle à l'événement en pay-per-view de la WWE No Mercy en octobre 2003. Les chansons Falling Away, Bitch, Motivation, Burn, et So Low sont incluses dans le jeu vidéo de courses en motocross MTX Mototrax.
En 2005, Dope recrute un nouveau bassiste, Brix Milner. Pour leur nouvel album, American Apathy, le groupe revient à un certain aspect sonore agressif de ses débuts dans le metal industriel. L'album comprend quatorze chansons dont une reprise de People are People de Depeche Mode, et de Fuck tha Police de N.W.A. Ben Graves des Murderdolls se joint à Dope comme batteur sur scène au Japon. Il s'agit de la première fois que les deux groupes s'échangent des membres. Edsel Dope et Virus s'impliqueront de leur côté dans un projet musical parallèle appelé Makeshift Romeo. Edsel se débarrasse à cette période de ses dreadlocks.

### No Regrets(2008–2012)
No Regrets, le cinquième album du groupe, est publié le 10 mars 2009. L'album comprend des singles comme Dirty World, My Funeral, We Are, et le single-titre. Addiction est le troisième single de l'album. La chanson fait participer le guitariste Zakk Wylde. Dope finit avec une tournée au printemps, qui se déroule en deux mois et 22 dates. Tripp Lee joue sur scène à la basse avec le groupe, et le batteur Angel Bartolotta, ex-Pig et The Genitorturers, les rejoint. Le 15 octobre 2008, le premier single de No Regrets est annoncé sous le titre Violence, qui sera publié sur leur compte officiel MySpace. L'un des singles, intitulé Nothing for Me Here, est incluse dans le jeu vidéo Guitar Hero III: Legends of Rock. Quelque part au début de 2009, Dope fait la publicité de son nouvel album sur son site web. No Regretsest publié le 10 mars 2009. Virus, le guitariste, enseigne la guitare/basse à la Paul Green School of Rock, de Fort Washington, PA. Il produira également des nouvelles chansons pour la télévision et des sociétés de jeux vidéo comme Activision, Disney, et ESPN.
En 2011, Dope joue au Gathering of the Juggalos. Le 12 août 2011, Dope joue aux Mojoes de Joliet, dans l'Illinois. En 2012, Virus rejoint le groupe Device de David Draiman du groupe Disturbed.

### Blood Money(depuis 2013)
Le 19 septembre 2013, le groupe annonce officiellement la sortie de Drug Music de son sixième album, Blood Money. Il est prévu pour mars 2014, mais repoussé en été. Le premier single, Selfish, est publié le 26 août 2014. En 2015, Dope annonce les dates de sa tournée de réunion appelée Die Mother Fucker Die. Le 26 août 2016, ils publient leur nouveau single intitulé Hold On, l'album sort le 28 octobre 2016.
Le 8 mars 2017, le groupe dévoile le single "Thieves" tiré de son prochain album Blood Money part 2.

## Style musical et influences
Dope have est catégorisé metal alternatif, speed metal, nu metal,,,, et metal industriel. Dope s'inspire de groupes comme Ministry, Nine Inch Nails, Kiss, Guns N' Roses, White Zombie et Mötley Crüe,. Les paroles de Dope traitent de l'obscénité et l'agressivité,.

## Membres

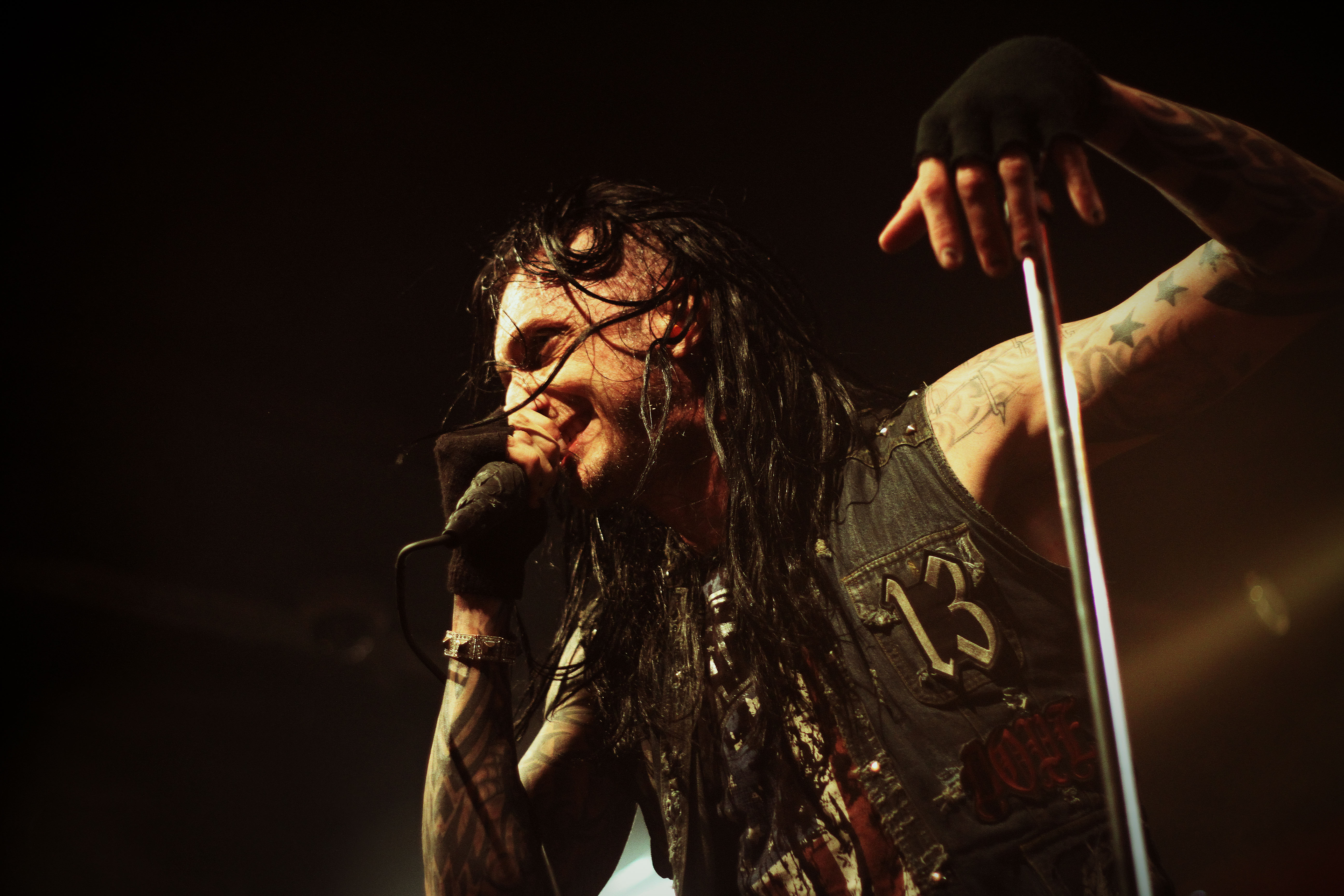
Edsel Dope
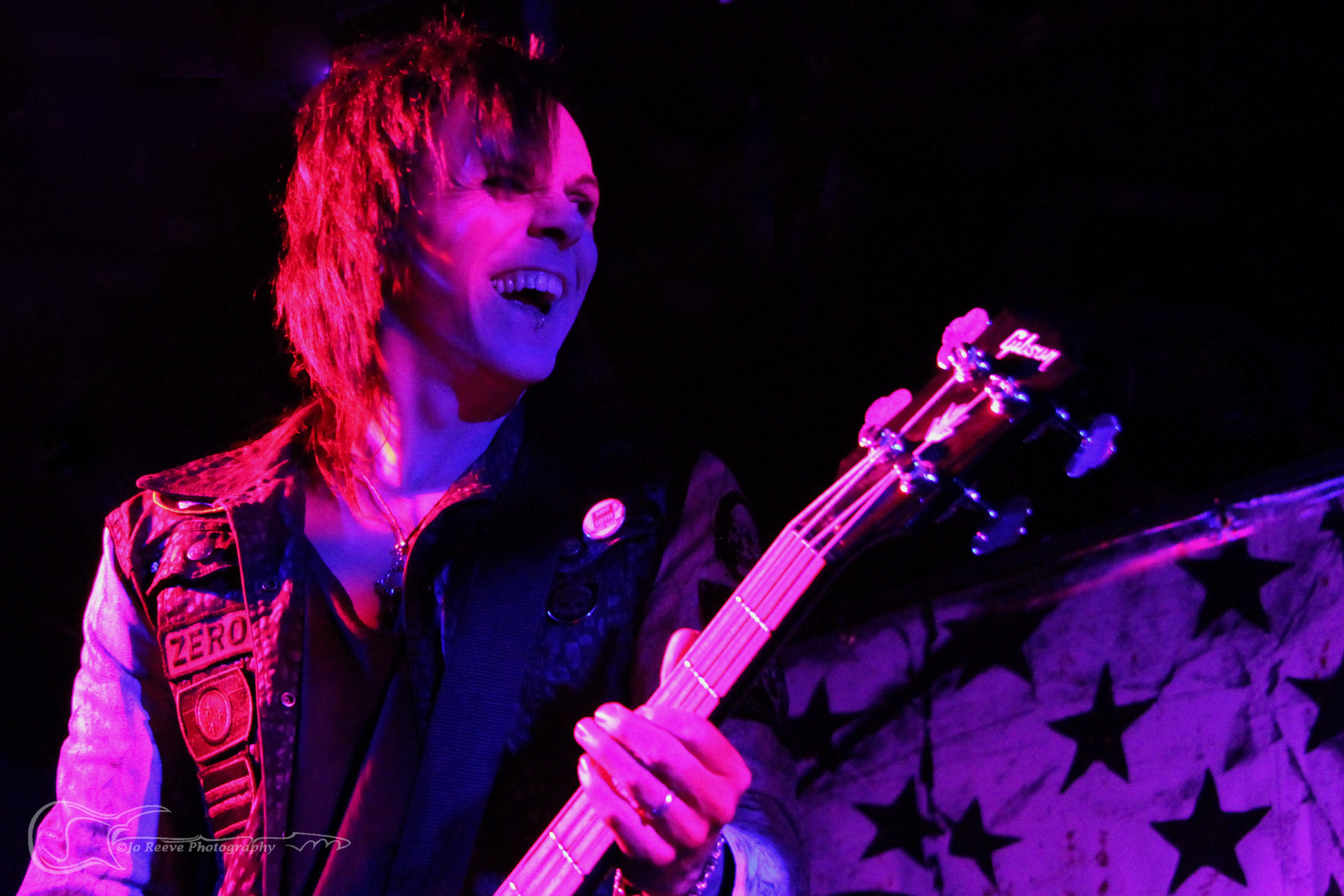
Acey Slade
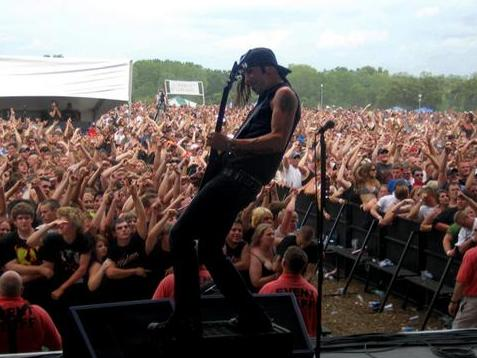
Virus
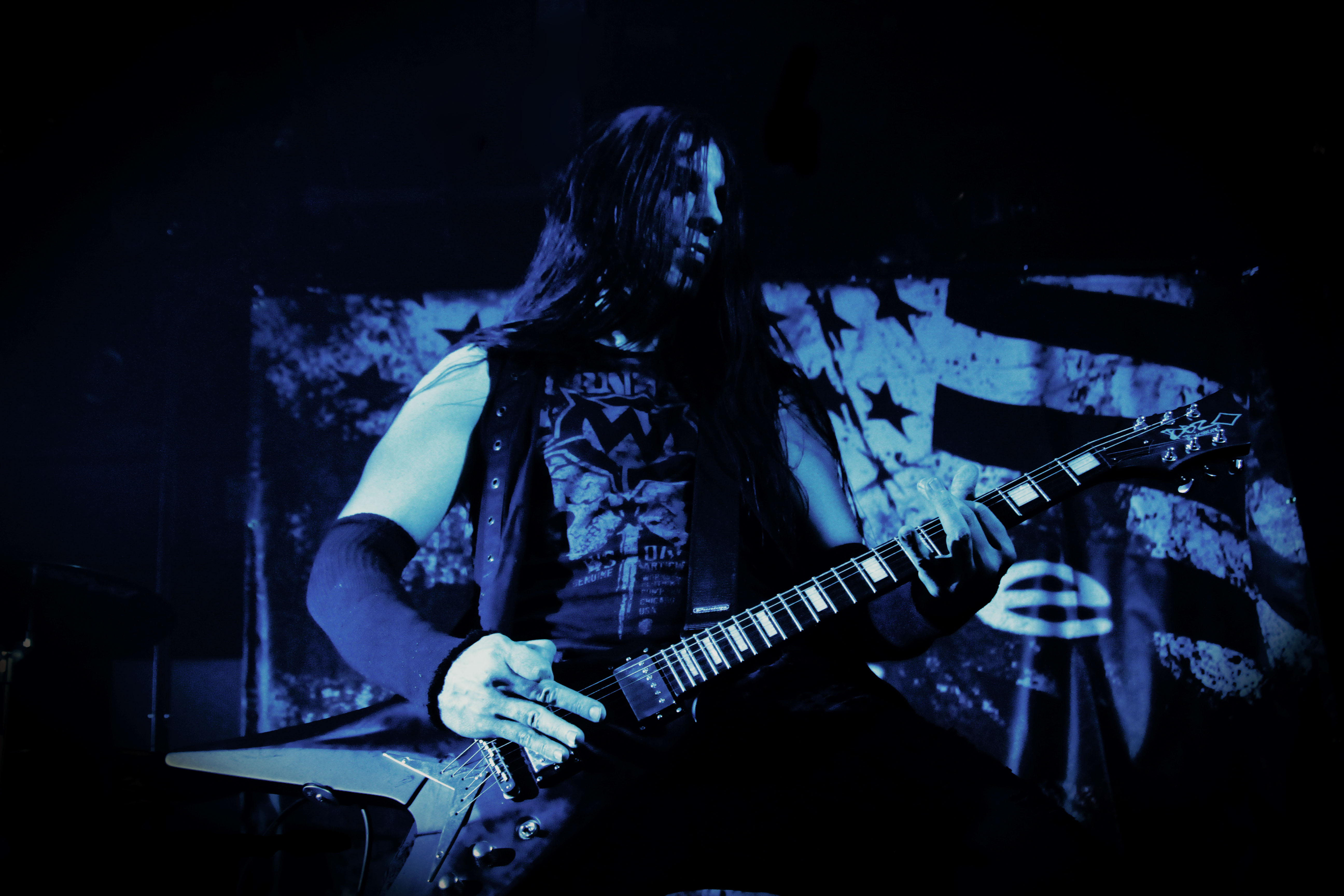
Nick Dibs

### Membres actuels
- Edsel Dope - chant, guitare, claviers, échantillonneur (depuis 1997)
- Virus - guitare, échantillonneur (depuis 2000)
- Acey Slade - basse (1998-2000, depuis 2015), guitare solo (2000-2002)
- Racci « Dr Sketchy » Shay - batterie (2001-2004, depuis 2015), basse (2004-2006)

### Anciens membres
- Simon Dope - claviers, échantillonneur, percussions (1997-2001)
- Sloane « Mosey » Jentry - guitare (1997-2004)
- Preston Nash - batterie (1997-2000)
- Tripp Eisen - guitare, basse (1999-2001)
- Adrian Ost - batterie (2000-2001)
- Lil Dan - batterie (2005-2006)
- Ben Graves - batterie (tournée au Japon, 2005)
- Angel Bartolotta- batterie (2006-2013)
- Brix Milner - basse, échantillonneur (2006-2007)
- Nick Dibs - guitare solo (2013-2015)
- Jerms Genske - guitare solo (2015), basse (2013-2015)

## Discographie

### Albums studio
- 1999 : Felons and Revolutionaries
- 2001 : Life
- 2003 : Group Therapy
- 2005 : American Apathy
- 2009 : No Regrets
- 2016 : Blood Money Part. 1
- 2023 : Blood Money Part Zer0

### EP
- 2002 : Felons for Life

### Singles
- 1999 : Everything Sucks
- 2000 : You Spin Me 'Round (Like A Record)
- 2001 : Now or Never
- 2001 : Die MF Die !
- 2002 : Slipping Away
- 2003 : I am
- 2003 : Bitch
- 2005 : Always
- 2005 : Survive
- 2008 : Violence
- 2009 : No Regrets